# Axel Domont
Axel Domont (Valence, 7 augustus 1990) is een voormalig Frans wielrenner. 
Domont begon zijn wielercarrière bij de Chambéry Cyclisme Formation, de opleidingsploeg van AG2R La Mondiale waar hij in 2011 stage mocht lopen. Twee jaar later, in 2013, werd hij alsnog opgevist door AG2R, en kreeg een tweejarig contract. Domont verliet met een gebroken sleutelbeen de  Ronde van Spanje in 2020 na een valpartij in de 2e etappe. Hiermee beëindigde hij zijn carrière als profrenner en wordt wijnboer.

## Overwinningen
2008
2e etappe Ronde van Valromey, Junioren
Eindklassement Ronde van Valromey, Junioren
2012
5e etappe Toscana-Terra di ciclismo
2014
5e etappe Ronde van de Sarthe
Sprintklassement Route du Sud
Berg- en puntenklassement Ronde van de Limousin

## Resultaten in voornaamste wedstrijden
| Jaar | Ronde van Italië | Ronde van Frankrijk | Ronde van Spanje |
| ---- | ---------------- | ------------------- | ---------------- |
| 2013 |                  |                     |                  |
| 2014 | 58e              |                     |                  |
| 2015 | 75e              |                     |                  |
| 2016 | 50e              |                     | 48e              |
| 2017 |                  | 68e                 | opgave           |
| 2018 |                  | opgave              |                  |
| 2019 |                  |                     |                  |
| 2020 |                  |                     | opgave           |

| Jaar | Milaan-San Remo | Amstel Gold Race | Luik-Bast.‑Luik | Ronde van Lombardije | Omloop Het Nieuwsblad | Waalse Pijl |  | Wereldranglijsten |
| ---- | --------------- | ---------------- | --------------- | -------------------- | --------------------- | ----------- |  | ----------------- |
| 2013 |                 |                  |                 |                      | opgave                |             |  |                   |
| 2014 |                 |                  |                 |                      |                       |             |  |                   |
| 2015 |                 |                  |                 |                      |                       |             |  |                   |
| 2016 | 180e            |                  |                 |                      |                       |             |  | 169e (UWT)        |
| 2017 |                 | 111e             | opgave          |                      |                       | 141e        |  | 272e (UWT)        |
| 2018 |                 | 53e              | 48e             |                      |                       | 70e         |  |                   |
| 2019 |                 |                  |                 | 106e                 |                       |             |  |                   |
| 2020 |                 |                  |                 | buit.tijd            |                       |             |  |                   |

## Ploegen
- 2011 –  AG2R La Mondiale (stagiair vanaf 1-8)
- 2013 –  AG2R La Mondiale
- 2014 –  AG2R La Mondiale
- 2015 –  AG2R La Mondiale
- 2016 –  AG2R La Mondiale
- 2017 –  AG2R La Mondiale
- 2018 –  AG2R La Mondiale
- 2019 –  AG2R La Mondiale
- 2020 –  AG2R La Mondiale